# تعدد الزوجات في المسيحية

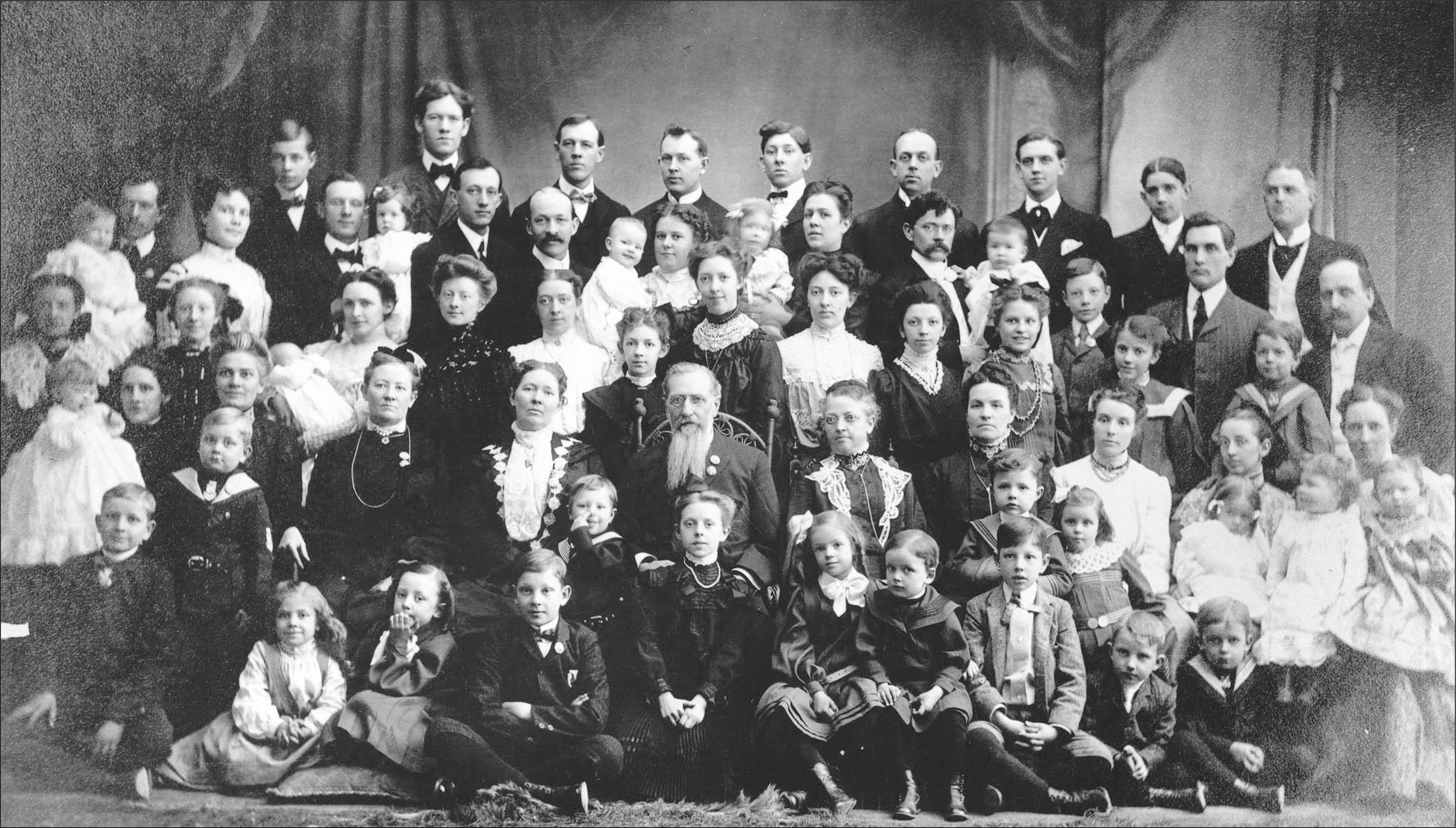
جوزيف سميث مؤسس كنيسة يسوع المسيح لقديسي الأيام الأخيرة إلى زوجاته وأبنائه، مارست كنيسة يسوع المسيح لقديسي الأيام الأخيرة تعدد الزوجات حتى عام 1890.

تعدد الزوجات هو أن يتزوج الرجل أكثر من زوجة في وقت واحد، تعدد الزوجات جائز في عدد من الشرائع مثل الإسلام، وبعض الطوائف اليهودية.
على الرغم من وجود أمثلة على تعدد الزوجات في العهد القديم، الا أن تعدد الزوجات لا يعتبر شكلاً من أشكال الزواج المقبولة داخل أغلب المذاهب المسيحية، ففي العهد الجديد دعى يسوع إلى وحدانية الزواج، وترفض اليوم معظم الطوائف المسيحية تعدد الزوجات. وان كانت هناك بعض الطوائف التي تمارس تعدد الزوجات مثل المتشددين من المورمون. وقد كان لنظرة الكنيسة حول وحدانية الزواج أثر في القوانين الغربية، فغالبية الدول الغربية لا تعترف قوانينها بأي تعدد للزوجات.
كان جوزيف سميث مؤسس كنيسة يسوع المسيح لقديسي الأيام الأخيرة يمارس ويعلم أتباع كنيسة يسوع المسيح لقديسي الأيام الأخيرة ممارسة تعدد الزوجات، وبعد موته، مارس هذا الأمر نخبة من أتباعه حتى عام 1890 عندما نهت الكنيسة رسميا هذا التقليد. بين الأعوام 1852-1890 ترواحت نسب تعدد الزوجات بين 20%-30% من مجمل الأسر المورمونية. على الرغم من نهي كنيسة يسوع المسيح لقديسي الأيام الأخيرة والتيار العام المورموني لتعدد الزوجات، لا تزال بعض الأقليات الأصولية المورمونية والمنشقة عن الأكثرية المورمونية تمارس هذه العادة في غرب الولايات المتحدة وكندا والمكسيك.
في أفريقيا جنوب الصحراء، فقد كان هناك كثير من الأحيان توتر بين إصرار المبشريين المسيحيين على الزواج الأحادي وإصرار السكان المحليين المتحولين للمسيحية حديثًا على ممارسة تعدد الزوجات. في بعض الحالات في الآونة الأخيرة كانت هناك محاولات موائمة. وفي حالات أخرى، قاومت الكنائس مثل هذه التحركات بشدة. وقد أشارت الكنائس الإفريقية المستقلة في بعض الأحيان إلى أجزاء من العهد القديم التي تذكر تعدد الزوجات كموقف للدفاع عن ممارسة تعدد الزوجات.
تحظر الكنائس المسيحية بشكل قاطع تعدد الأزواج وهي أحد أشكال الزواج القديمة يكون فيها للزوجة زوجان أو أكثر في نفس الوقت، ويظهر الرفض لهذا الشكل من أشكال الزواج بشكل واضح في رسالة إلى أهل روما.